# Бунт невесток (фильм)
«Бунт невесток» (узб. Kelinlar qoʻzgʻoloni/Келинлар қўзғолони) — советский художественный фильм режиссёра Мелиса Абзалова по одноимённой пьесе Саида Ахмада. Фильм создан на киностудии «Узбекфильм» в 1985 году. Считается одним из самых лучших узбекских фильмов.

## Сюжет
Главная героиня фильма старая Фарман-биби правит большой семьей. Она честная, мудрая и любящая мать, но очень строгая и консервативная. У неё сорок один внук. Младший сын женится на Нигоре, которая идет против семейного деспотизма Фарман-биби и привлекает на свою сторону остальных невесток.